# NGC 3258
NGC 3258 est une vaste galaxie elliptique située dans la constellation de la Machine pneumatique. NGC 3258 a été découverte par l'astronome britannique John Herschel en 1834.

## Caractéristiques
Sa vitesse par rapport au fond diffus cosmologique est de 3 198 ± 24 km/s, ce qui correspond à une distance de Hubble de 47,2 ± 3,3 Mpc (∼154 millions d'al).
À ce jour, 37 mesures non basées sur le décalage vers le rouge (redshift) donnent une distance de 41,076 ± 13,725 Mpc (∼134 millions d'al), ce qui est à l'intérieur des valeurs de la distance de Hubble. Notons cependant que c'est avec la valeur moyenne des mesures indépendantes, lorsqu'elles existent, que la base de données NASA/IPAC calcule le diamètre d'une galaxie et qu'en conséquence le diamètre de NGC 3258 pourrait être d'environ 68,3 kpc (∼223 000 al) si on utilisait la distance de Hubble pour le calculer.

## Un disque entourant le noyau
Grâce aux observations du télescope spatial Hubble, on a détecté un disque de poussière autour du noyau de NGC 3258. La taille de son demi-grand axe est estimée à 190 pc (~325 années-lumière).

## Supernova
La supernova SN 1994W a été découverte dans NGC 3258 le 16 septembre 1994 par l'astronome amateur sud africain Berto Monard. Cette supernova était de type Ia.

## Groupe de NGC 3223
NGC 3258 est un membre de groupe de NGC 3223. Ce groupe de galaxies compte au moins 16 membres dont les galaxies du NGC 3223, NGC 3224, NGC 3268, NGC 3289, IC 2552, IC 2559 et IC 2560.
Selon une étude réalisée par B. Dirsch, T. Richtler et L.P. Bassino, les galaxies elliptiques NGC 3258 et NGC 3268 renferment plusieurs milliers d'amas globulaires. Le groupe de NGC 3223 fait partie de l'amas de la Machine pneumatique (Abell S0636),. Les galaxies du catalogue NGC et du catalogue IC de ce groupe sont les galaxies dominantes de l'amas de la Machine pneumatique.